# Euseius nertitus
Euseius nertitus är en spindeldjursart som först beskrevs av El-Badry 1968.  Euseius nertitus ingår i släktet Euseius och familjen Phytoseiidae. Inga underarter finns listade i Catalogue of Life.